# Park Narodowy „Kokczetaw”
Park Narodowy „Kokczetaw” (kaz. Көкшетау ұлттық паркі, Kökşetau ūlttyq parkı) – park narodowy na Pogórzu Kazachskim w północnym Kazachstanie. Położony w strefie przejściowej między syberyjską tajgą (na północy) a południowymi stepami. Park znajduje się w rejonie Zerendy w obwodzie akmolskim i w rejonie Ajyrtau w obwodzie północnokazachstańskim. Najbliższymi miastami są Kokczetaw - 45 km oraz Astana 275 km.

## Topografia
Park Narodowy „Kokczetaw” znajduje się w leśno-stepowym regionie Wyżyny Kokczetaw w północnym Kazachstanie. Teren składa się z niskich gór i wzgórz, pofałdowanych równin aluwialnych ze złożonymi sieciami strumieni i wielu znaczących jezior w zagłębieniach. W parku jest pięć głównych sektorów:
- Zerenda - Obejmuje obszar na południe, zachód i północny zachód od jeziora Zerenda. Sektor jest zalesiony, a wzdłuż jeziora przebiega szereg obozów wakacyjnych dla grup młodzieżowych.
- Shalkar - Niskie góry, pagórki i grzbiety pogórza kazachskiego, na terenie zwietrzałego granitu i łupku kwarcowego. Obszar jest zalesiony i wokół jeziora Szałkar znajduje się zaplecze rekreacyjne.
- Ajyrtau - Zarządzany las powstał w 1898 roku i obejmuje arboretum i sekcje leśnictwa doświadczalnego, granice tej sekcji zbliżają się do wioski Ajyrtau.
- Arykbalyksky - Teren górzysty z leśnictwem i ochroną lasów.
- „Ormandy Bułak” - Odosobniony obszar dla ochrony roślin i zwierząt[3][4].

## Klimat
Klimat w regionie Kokczetaw to wilgotny klimat kontynentalny, podtyp chłodnego lata (klasyfikacja Koeppen Dfb). Klimat ten charakteryzuje się dużymi wahaniami temperatury, zarówno dobowymi, jak i sezonowymi, z łagodnymi latami i mroźnymi zimami. Średnie opady 13 mm rocznie (maksymalnie latem) Średnia temperatura waha się od -16,1 °C w styczniu do 19,7 °C w lipcu.

## Fauna i flora
Obszar charakteryzuje się łąkami stepowymi, głównie lasami sosnowymi (Pinus sylvestris) z brzozą i osiką. Powszechnymi krzewami są jałowiec, dzika róża, głóg i wierzba. Duża część obszaru stepowego została dotknięta wcześniejszą orką i wypasem. Naukowcy zarejestrowali 597 gatunków roślin naczyniowych, z których 36 to reliktowe gatunki borealne, odzwierciedlające leśny, wyspiarski charakter tego obszaru. Park jest dobrze znany z ryb, zwykle szczupaków, płoci i karpi. Na terenie parku znanych jest 363 gatunków kręgowców: 224 ptaki, 51 ssaków, 5 gadów, 1 płaz i 19 gatunków ryb. Prawie połowa gatunków ssaków to gryzonie, z przedstawicielami stepów, pustyni i lasów, takimi jak mysz brzozowa, leming stepowy i chomicznik dżungarski. Obecność dużej liczby gryzoni przyciąga drapieżniki, w tym lisa, wilka, borsuka, gronostaje i łasice. Większe ssaki to dziki, łosie i znaczna populacja sarny syberyjskiej.